# 林遷喬
林遷喬（1486年—？），字遷于，號西谷，福建興化府莆田縣人，民籍，明朝政治人物。

## 生平
正德十一年（1516年）丙子科福建鄉試第三十九名舉人，十二年（1517年）中式丁丑科會試第一百六十二名，二甲第二十六名進士。戶部觀政，授刑部主事，升員外郎。

## 家族
曾祖林叔文；祖父林裕；父林謐，母鄭氏。具慶下。弟林遷高、林遷奇、林遷舉、林遷義。